# ネイティブダンサー (サカナクションの曲)
「ネイティブダンサー」（英: Native Dancer）は、日本のロックバンド・サカナクションの楽曲。2009年1月7日にビクターエンタテインメントより3作目の配信限定シングルとしてリリースされた。

## 背景
北海道に拠点を置いていたサカナクションは、2枚のアルバム『GO TO THE FUTURE』『NIGHT FISHING』をビクターエンタテインメントのサブレーベル・BabeStar Labelよりリリース。その後、バンドはヒップランドミュージックと所属契約を結び、2008年春に北海道から東京に移り、ビクターエンタテインメントのメインレーベルに加わった。
本アルバムは、主に神奈川県川崎市にあったボーカル・山口一郎のアパートにて制作され、12月には、自身初のCDシングル「セントレイ」をリリースし、Billboard JAPANにてトップ40を記録した。

## 楽曲構成
ヴァース‐コーラス形式、DキーのメジャーキーとBキーのマイナーキーで同時に録音されている。テンポは、BPM130に設定され、曲の長さは4分25秒。ピアノのインストゥルメンタルによるG6-Asus4-Bm7の進行で始まり、アウトロがインストゥルメンタル・コーダで終わるまで、ヴァース・コーラスともに一定している。歌詞は、思い出を冬の花に例え、恋愛を悲しげに振り返る主人公を表現している。

## 制作過程

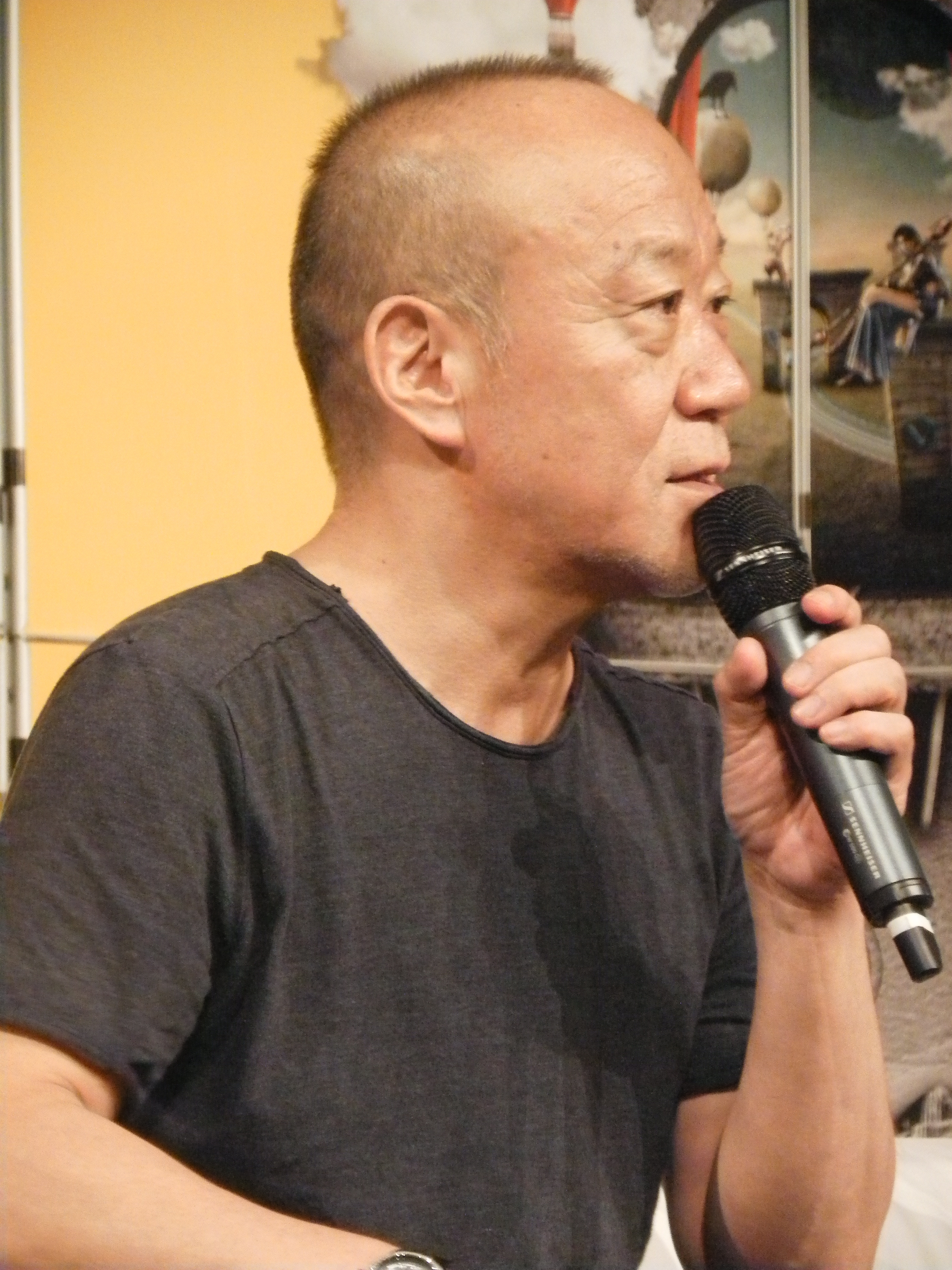
山口が楽曲制作において、インスピレーションを受けた久石譲

ビクターエンタテインメントからの初のアルバム『シンシロ』制作において、山口は各メンバーにデモ作成へ取り組むよう依頼し、その後録音を行った。そんな中、本楽曲は、山口単独により制作された楽曲となっている。
山口は、ピアノに裏打ちされたボーカルから始まり、テクノポップへと発展し、スタジオとライブでパフォーマンスの違いを表現できる楽曲を作ろうとしていた。楽曲制作にあたって、山口は久石譲にインスピレーションを受け、4コードピアノの導入を中心に構築した。
山口にとって、本楽曲はバンドの歌ではなく、自分自身の歌であり、バンドの他のメンバーは、インプット不足で単に演奏を行っているだけで、山口がバンドを結成する前に、DJとして活動していたときのようだと感じたという。

## プロモーション
本楽曲は、アルバム『シンシロ』のプロモーショントラックとして、2008年月中旬からアダルト・コンテンポラリー・ミュージックを扱うラジオ番組にて放送された。全国放送では、1月初旬にピークに達し、ACの中では最も成功した楽曲となったが、バンドの出身地である北海道では、その時から在京キー局からの放送を始めた。北海道でのラジオへのリクエストとプレイ数、シングルでの販売数を調査したFMノースウェーブ『SAPPORO HOT 100』では、2月中旬に2週間連続3位だった。
2010年には、レイ・ハラカミによって「ネイティブダンサー (rei harakami へっぽこre-arrange)」としてリミックスされ、2ndシングル「アルクアラウンド」のカップリングとしてリリースされた。山口は、レコード店で働いている間に、ハラカミのアルバム『Lust』に出会い、ハラカミのファンになり、メンバーが「アルクアラウンド」でのリミックスを議論したとき、すぐにハラカミとのコラボを思いついたという。
2010年6月、Fantastic Plastic Machineのコンピレーション・アルバムに、やついいちろうのミックステープ『新しいやつ！』にてアレンジされた「ネイティブダンサー (rei harakami へっぽこre-arrange)」が収録され、バンドのコンピレーション・アルバム『懐かしい月は新しい月 〜Coupling & Remix works〜』にも収録された。

## ミュージックビデオ
ミュージックビデオは、児玉裕一が監督を務め、振付は振付稼業air:man、スタイリングは北澤"momo"寿志が担当した。なお、このチームは、ユニクロ「Uniqulock」キャンペーンでの功績が認められ、2008年のカンヌ国際広告祭にて、3つの大賞の内の1つを獲得している。
ビデオでは、印象的な2つのメインシーンがよく取り上げられる。これは、山口の腰からのミドルショットと、振付稼業air:manのダンサーの脚のショットで、それぞれ既に生産中止となったパックスニーカー「NikeAir Force 180 Clerks」を履いている。
ビデオは、2009年1月7日にYouTubeで公開され、最初の13日間で4万回以上再生され、1年後には100万回再生を記録。2009年3月に東京にて開催された、視覚芸術を祝うイベント「Creative Symposium 2009」および、2010年6月のロサンゼルス映画祭では、本ビデオがショーケースの一部として上映された 。「SPACE SHOWER MUSIC VIDEO AWARDS 2010」では「BEST CONCEPTUAL VIDEO賞」を受賞し、監督の児玉裕一が「BEST VIDEO DIRECTOR賞」を受賞した。
バンドは、本楽曲以降「『バッハの旋律を夜に聴いたせいです。』」「さよならはエモーション」にて、振付稼業air:manとのコラボレーションを行っている。

## 批評
- 音楽出版社の音楽情報サイト「CDJournal」は、本楽曲を「リズミカルなダンスチューン」と表紙、ダンサブルなリズムと「あなたへの思考から逃れられない苦痛の気持ち」を表現した歌詞の並置を賞賛し[26][27]、「ニヒリズムに漂うノスタルジックなピアノ」からシンセサイザーの音への移行と「秋の痛みを表現した」悲しいバイオリンに感銘を受けた、とコメント[27]。
- タワーレコードの月刊音楽情報誌「bounce」も同様に、本楽曲の「アコースティックとシンセ音の美しい融合」を称賛した[28]。
- 「Entertainment Media Kulture」は、本楽曲をバンドの初期のシグネチャーソング[29]の1つとして取り上げ、言葉遣いが楽しいと歌詞を高く評価した[30]。
- リミックス「ネイティブダンサー (rei harakami へっぽこre-arrange)」について「CDJournal」では「安らぎを感じる浮遊感のある軽いサウンド」があり、リミックスにはノスタルジックなものがあり、一時的だった恋愛感情をうたう曲の歌詞によく合っていると評価した[26]。
- 「Skream!」では、リミックスを「美しさと奇妙さは互いにねじれ、戦うが、山口の歌詞に包まれている」と表現した[16]。

## 収録曲
1. ネイティブダンサー [4:25]
作詞・作曲：山口一郎、編曲：サカナクション

## チャート
| チャート（2009）                     | 順位 |
| ------------------------------------ | ---- |
| Billboard Adult Contemporary Airplay | 43   |
| Billboard Japan Hot 100              | 60   |

## リリース
| 国   | 日付         | 形式                               | レーベル             | カタログコード |
| ---- | ------------ | ---------------------------------- | -------------------- | -------------- |
| 日本 | 2009年1月7日 | 着信メロディ、デジタルダウンロード | Victor Entertainment | VEAML-22827    |

## マッシュアップ
2019年11月には、相模鉄道（相鉄）が都心直通線（JRとの相互直通運転）の開通を記念して、本楽曲とくるり「ばらの花」のマッシュアップ（歌：yui〈FLOWER FLOWER〉とミゾベリョウ〈odol〉）を使用した動画「100 YEARS TRAIN」が、YouTubeで公開された。本マッシュアップは、同年12月25日よりFRIENDSHIP.を通して、配信リリースされている。

## ライブ映像作品
| 曲名               | 作品名                                                                               | 備考                                                                                         |
| ------------------ | ------------------------------------------------------------------------------------ | -------------------------------------------------------------------------------------------- |
| ネイティブダンサー | SAKANAQUARIUM 2010 (B)                                                               |                                                                                              |
| ネイティブダンサー | SAKANAQUARIUM 2010 (C)                                                               |                                                                                              |
| ネイティブダンサー | SAKANAQUARIUM 2011 DocumentaLy -LIVE at MAKUHARI MESSE-                              |                                                                                              |
| ネイティブダンサー | SAKANAQUARIUM 2013 sakanaction -LIVE at MAKUHARI MESSE 2013.5.19-                    | 「-SAKANAQUARIUM 2013 VERSION-」という副題が追加されており、途中までDJ形式で演奏されている。 |
| ネイティブダンサー | SAKANAQUARIUM 2015-2016 "NF Records launch tour" -LIVE at NIPPON BUDOKAN 2015.10.27- |                                                                                              |
| ネイティブダンサー | SAKANAQUARIUM2017 10th ANNIVERSARY Arena Session 6.1ch Sound Around                  |                                                                                              |